# Operación Pripyat

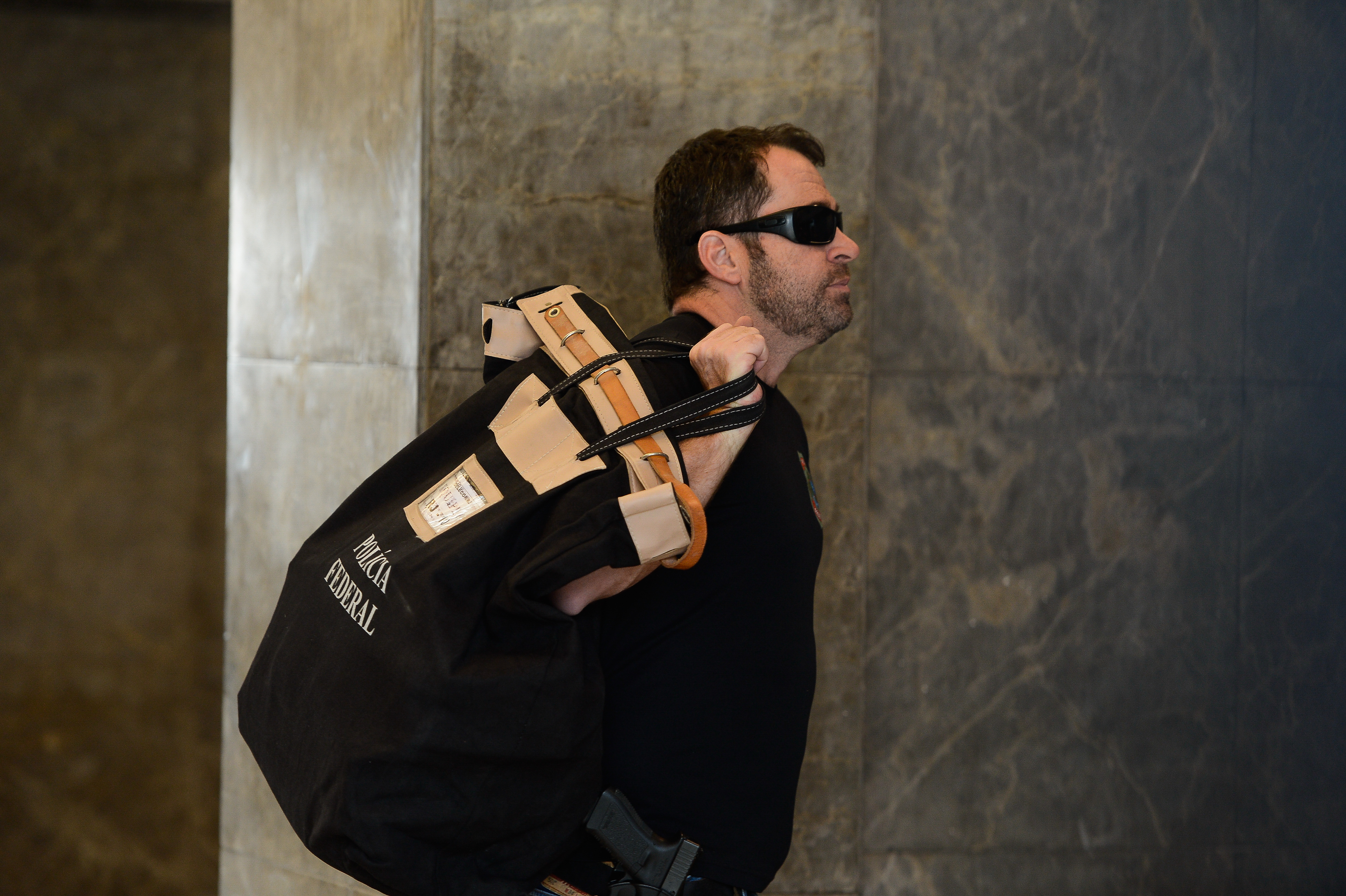
Policía Federal llega con maletas de la Operación Pripyat en la sede de la policía en Río de Janeiro. Foto:Tomaz Silva/Agência Brasil

La llamada Operación Pripyat es una investigación abierta por la Policía Federal de Brasil y el Ministerio Público Federal, que se inició el 6 de julio de 2016 en las ciudades de Río de Janeiro y Porto Alegre, y que tiene como blanco al expresidente de la central nuclear (Eletronuclear) Othon Luiz Abeto de Silva. La operación persigue los crímenes de corrupción, especulación, organización criminal y lavado de dinero.
La Operación Pripyat, basada en material hallado en la imprenta Andrade Gutiérrez, investiga desvíos en el sector eléctrico y es continuación de la Operación Autolavado. Las decisiones judiciales fueron tomadas por la 7ª Vara Federal Criminal de Río de Janeiro, tras haber sido desglosado el caso por decisión del Supremo Tribunal Federal.
La operación es a estrena de la fuerza-tarea de la Lava Jato en el Río y filtra sobre todo desvíos de recursos en las obras de la fábrica de Angra 3. Otro blanco de la acción es el actual presidente de la Eletronuclear, Pedro Figueiredo, alejado por orden judicial.
La Pripyat, según la Policía Federal, se refiere a la ciudad ucraniana que se hizo una especie de “ciudad-fantasma” después del accidente nuclear en Chernóbil. La referencia viene del hecho de que el blanco de la acción haber sido el expresidente de la Eletronuclear, almirante Othon Luiz Abeto de Silva, que fue detenido nuevamente. Los investigadores estiman que el acusado recibió hasta R$ 12 millones de reales de beneficios. Othon Abeto de Silva ya cumplía arresto domiciliario. La nueva orden de prisión fue decretada porque la Justicia entendió que el acusado utilizaba su influencia para interferir en el proceso.

## Mandatos judiciales
En 6 de julio de 2016, la Policía Federal detuvo, en el Estado en Río de Janeiro y en Porto Alegre, a seis acusados, en prisiones preventivas, tres mandatos de prisión temporal, nueve de conducción coercitiva y 26 de allanamiento, todos expedidos por la 7ª Vara Federal Criminal de Río de Janeiro.